# Castore
J.卡特体育俱乐部有限公司（J. Carter Sporting Club Limited），商业名称为Castore，是一家总部位于英格兰曼彻斯特的运动服制造商，产品在全球五十多个国家有售。该公司与足球、板球、橄榄球和一级方程式赛车等项目的运动队及网球运动员等个人有赞助合同。

## 历史
2015年，比洪（Beahon）兄弟托马斯（Thomas）和菲利普（Philip）共同创办了公司，当时哥哥托马斯25岁，弟弟菲利普22岁。托马斯·比洪在17至21岁时曾是个职业青年足球运动员，在特兰米尔流浪足球俱乐部效力，之后又前往西班牙，在赫雷斯工业足球俱乐部效力，后又在格伦·霍德尔足球学院学习。弟弟菲利普则是个半职业板球运动员，为柴郡和兰开夏郡的板球俱乐部效力。
兄弟二人于2013年结束运动生涯，移居伦敦，從事金融业工作。托马斯就職于萊斯銀行，菲利普则在德勤工作。在伦敦期间，他们采访过高端体育馆的赞助人，进行市场调查，还和一些多产的体育和时尚产业投资人签了约。2016年，他们在网上发布了品牌Castore。《福布斯》杂志于2019年将他们排进了福布斯30位30歲以下精英榜。
2023年7月5日，公司宣布将开设第一家Castore爱尔兰门店，该店位于都柏林的格拉夫顿街（Grafton Street）。

## 贊助球隊

### 足球
- 英格蘭超級足球聯賽：伯恩利、愛華頓
- 西班牙甲組足球聯賽：畢爾包
- 比利時職業聯賽：布魯日
- 克罗地亚足球联赛：薩格勒布戴拿模
- 捷克甲組足球聯賽：布拉格斯拉維亞（自2025–26赛季起）
- 荷蘭甲組足球聯賽：飛燕諾、川迪、烏特勒支